# AKB48、最近聞いたかも?〜一緒になんかやってみませんか?〜
『AKB48、最近聞いたかも?〜一緒になんかやってみませんか?〜』（エーケービーフォーティーエイト、さいきんきいたかも いっしょになんかやってみませんか）は、2022年7月13日（12日深夜）から9月28日（27日深夜）までテレビ東京で放送されていた、AKB48の冠番組である。MCはひろゆき（西村博之）。

## 概要
2022年1月19日（18日深夜）から6月29日（28日深夜）までに放送されていた『AKB48、最近聞いた?〜一緒になんかやってみませんか?〜』を改題しリニューアルした番組である。前作に引き続き、ひろゆき（西村博之）がMCを務めている。
前作の一般企業や地方自治体・学生などとコラボして新しいコンテンツを生み出す番組コンセプトは継続するとともに、番組内企画としてARスポーツの「HADO」でチーム対抗のリーグ戦『AKB48天下一HADO会』を開催し、その大会の様子を番組内で放送する。
2022年10月からは『AKB48、最近聞いたよね…〜一緒になんかやってみませんか?〜』に改編し引き続き、ひろゆき（西村博之）がMCを務める。

## 出演者
MC
- ひろゆき（西村博之）
- ひろゆこ - ひろゆきをアニメ化

レギュラー
- AKB48

ゲスト・その他出演者
- 藤井達郎（テレビ愛知社長） - #1
- 武田知沙（当時テレビ愛知アナウンサー） - #1 - 2
- 那須義元（テレビ愛知編成部）[注 2] - #2
- 石黒裕己（テレビ愛知制作部長）[注 3] - #2
- 村川淳（テレビ愛知専務） - #2
- 武村友明（ドラマ助演者）[注 4] - #4 - 5
- 白鳥孝（伊那市長） - #4 - 5
- 安井一貴（山梨放送） - #4
- 牧野彰宏（DHマネジメント部） - #5
- 塚越英弘（伊那食品工業社長） - #6
- 久保拓英（『散歩の達人』編集長） - #7・9
- 下地ゆみな（琉球放送報道制作部） - #11
- 多和田真梨奈（琉球放送ディレクター） - #12
- 嘉大雅（琉球放送アナウンサー） - #12
- 鈴木勇次（集英社『最強ジャンプ』副編集長） - #12

ナレーション
- 千葉恵里（AKB48）[注 5]

## 放送日程
| 回 | 放送日   | サブタイトル | 番組進行役 メンバー                                           | ロケ地メンバー （ロケ地） | その他 | 出典 備考 |
| -- | -------- | --- | ------------------------------------------------------------- | --- | --- | --------- |
| 1  | 07月13日 | 【始動! 地上波テレビ冠番組獲得プロジェクト!】“冠番組ゲットしたい！”テレビ愛知にメンバーが突撃!社長にお願い直談判! 大須商店街ロケでまさかのハプニング! そして奇跡の冠番組が……!? ▼天下一HADO会に潜入!        | 岡田奈々、田口愛佳、長友彩海                                  | 大盛真歩、小栗有以、倉野尾成美、谷口めぐ （大須商店街）                                                                                      | （天下一HADO会・チーム対抗戦） 浅井七海、稲垣香織、倉野尾成美、齋藤陽菜、坂口渚沙、多田京加、谷口めぐ、向井地美音、道枝咲、茂木忍、山内瑞葵、山邊歩夢                                                                                                | [ 5 ]     |
| 2  | 07月20日 | 【テレビ愛知でお仕事おねだりプロジェクト!】“冠番組ゲットしたい！”テレビ愛知にメンバーが突撃! 局内めぐって、あの手この手でおねだり! 冠番組・レギュラー番組ゲットなるか!? ▼天下一HADO会ダイジェスト!!        | 岡田奈々、田口愛佳、長友彩海                                  | 大盛真歩、倉野尾成美、谷口めぐ （テレビ愛知、大須商店街）                                                                                    | （天下一HADO会・チーム対抗戦） 浅井七海、稲垣香織、倉野尾成美、齋藤陽菜、坂口渚沙、多田京加、谷口めぐ、向井地美音、道枝咲、茂木忍、山内瑞葵、山邊歩夢、小濱心音、平田侑希、山﨑空                                                                    | [ 7 ]     |
| 3  | 07月27日 | 【緊急企画！ ひろゆきに本音を聞いてみた!】緊急企画！ ひろゆきと番組をスタートして1年……彼は今のAKB48をどう思っているのか!? ニセ配信企画として本音を聞いてみた! すると!? ▼天下一HADO会ダイジェスト!!         | 大盛真歩、田口愛佳、千葉恵里、橋本陽菜、村山彩希              | - | （天下一HADO会・チーム対抗戦） 石綿星南、大盛真歩、大森美優、小田えりな、込山榛香、高橋彩音、高橋彩香、長友彩海、左伴彩佳、福岡聖菜、山根涼羽、吉田華恋                                                                                              | [ 8 ]     |
| 4  | 08月03日 | 【事件発生!?伊那市ドラマ撮影でまさかの……!?】長野県・伊那市とコラボ! 今回はドラマの予告編を撮影!! 主人公のナースが緑豊かな山里で神隠し事件に遭遇……はたして仕上がりは!? ▼大熱戦! ▼天下一HADO会ダイジェスト!! | 大盛真歩、坂口渚沙、本田仁美                                  | 坂口渚沙、小栗有以、大西桃香 （伊那市） | （天下一HADO会・チーム対抗戦） 石綿星南、大盛真歩、大森美優、小田えりな、込山榛香、高橋彩音、高橋彩香、長友彩海、左伴彩佳、福岡聖菜、山根涼羽、吉田華恋、橋本恵理子、布袋百椛、水島美結                                                              | [ 9 ]     |
| 5  | 08月10日 | 【市長&社長にお願い! 伊那市でコラボ大作戦!】長野県・伊那市でコラボのお願い! ドラマを作りたい! 地元企業社長に全力でプレゼン! さらに市長に旅番組を直接交渉! すると奇跡が!? ▼天下一HADO会ダイジェストも!!     | 大盛真歩、坂口渚沙、本田仁美                                  | 坂口渚沙、小栗有以、大西桃香 （伊那市）坂口渚沙、小栗有以、倉野尾成美 （伊那市）                                                             | （60thシングル初選抜・センター告知） 佐藤綺星、千葉恵里、茂木忍 （天下一HADO会・チーム対抗戦） 市川愛美、大西桃香、小栗有以、小林蘭、佐藤妃星、鈴木くるみ、千葉恵里、中西智代梨、藤園麗、村山彩希、吉川七瀬、吉橋柚花                                | [ 10 ]    |
| 6  | 08月17日 | 【納涼! 信州伊那市の夏グルメを満喫!】長野県伊那市の社長にコラボお願い大作戦！ ナース大西の迫真演技で奇跡が起きる!? さらに地元で話題の新感覚の夏グルメとは!? ▼大熱戦! 天下一HADO会ダイジェスト              | 大盛真歩、坂口渚沙、本田仁美                                  | 坂口渚沙、小栗有以、大西桃香 （伊那市） | （天下一HADO会・チーム対抗戦） 市川愛美、大西桃香、小栗有以、小林蘭、佐藤妃星、鈴木くるみ、千葉恵里、中西智代梨、藤園麗、村山彩希、吉川七瀬、吉橋柚花、佐藤綺星、畠山希美、正鋳真優                                                                  | [ 11 ]    |
| 7  | 08月24日 | 【“散歩の達人”表紙ゲット大作戦！】『散歩の達人』とコラボ! 東武亀戸線をお散歩ロケ! ▼昭和な商店街で映えスイーツ発見 ▼街中華で孤独な!? グルメリポートに挑戦! ▼白熱! 天下一HADO会ダイジェストも!!              | 佐藤綺星、下尾みう、徳永羚海、茂木忍                          | 大盛真歩、小栗有以、倉野尾成美、佐藤美波 （東武亀戸線・同沿線）                                                                              | （天下一HADO会・チーム対抗戦） 岡田奈々、岡田梨奈、北澤早紀、行天優莉奈、黒須遥香、坂口渚沙、佐藤美波、清水麻璃亜、下口ひなな、服部有菜、武藤小麟、湯本亜美                                                                                          | [ 12 ]    |
| 8  | 08月31日 | 【亀戸線で“散歩の達人”表紙ゲット作戦！】『散歩の達人』の表紙をゲットしたい! 東武亀戸線お散歩ロケの続き! 鉄道ファンも楽しめる!? スカイツリーを望む人気カフェとは!? ▼バチバチのバトル！ 天下一HADO会も!!     | 込山榛香、下尾みう、武藤十夢                                  | 大盛真歩、小栗有以、倉野尾成美、佐藤美波 （東武亀戸線・同沿線）                                                                              | （天下一HADO会・チーム対抗戦） 岡田奈々、岡田梨奈、北澤早紀、行天優莉奈、黒須遥香、坂口渚沙、佐藤美波、清水麻璃亜、下口ひなな、服部有菜、武藤小麟、湯本亜美、太田有紀、小濱心音、布袋百椛                                                            | [ 13 ]    |
| 9  | 09月07日 | 【『散歩の達人』コラボ! 亀戸線さんぽ】東武亀戸線・お散歩ロケの続き! スカイツリーを望む下町グルメスポットへ! そして『散歩の達人』の表紙ゲットなるのか……!? ▼ガチバトル! 白熱の天下一HADO会!!                 | 込山榛香、下尾みう、武藤十夢                                  | 大盛真歩、小栗有以、倉野尾成美、佐藤美波 （東武亀戸線・同沿線）                                                                              | （村山彩希の写真集紹介） 大盛真歩、小栗有以、田口愛佳 （「久しぶりのリップグロス」MV撮影密着） （天下一HADO会・チーム対抗戦） 岩立沙穂、奥原妃奈子、川原美咲、込山榛香、下尾みう、篠崎彩奈、高岡薫、徳永羚海、濵咲友菜、本田仁美、武藤十夢、山田杏華 | [ 14 ]    |
| 10 | 09月14日 | 【新曲MV濃厚ドキュメンタリー!】新曲「久しぶりのリップグロス」のMV制作現場に番組が潜入! メンバーそれぞれが新曲への思いを語る……濃厚ドキュメンタリー! ▽クライマックスへ! 天下一HADO会も!                      | -                                                             | - | （「久しぶりのリップグロス」密着ドキュメンタリー） （天下一HADO会・チーム対抗戦） 岩立沙穂、奥原妃奈子、川原美咲、込山榛香、下尾みう、篠崎彩奈、高岡薫、徳永羚海、濵咲友菜、本田仁美、武藤十夢、山田杏華、佐藤綺星、水島美結、山﨑空                 | [ 15 ]    |
| 11 | 09月21日 | 【沖縄でコラボ大作戦!】沖縄ロケ! ラジオの冠特番をゲット大作戦 オーシャンビューのカフェで（秘）映えスイーツ 癒しの絶景! サンセットビーチでMV撮影!! 天下一HADO会! はたして優勝の行方は                       | 込山榛香、下尾みう、武藤十夢                                  | 大盛真歩、千葉恵里、山内瑞葵 （沖縄県・読谷村、恩納村）                                                                                      | （天下一HADO会・チーム対抗戦） 岩立沙穂、奥原妃奈子、川原美咲、込山榛香、下尾みう、篠崎彩奈、高岡薫、徳永羚海、濵咲友菜、本田仁美、武藤十夢、山田杏華                                                                                                | [ 16 ]    |
| 12 | 09月28日 | 【沖縄でラジオ特番ゲット!?】沖縄ロケの続き! ラジオ特番ゲット大作戦! リゾートを満喫した後、思わぬ展開に……!? ▼さらに! 集英社を訪問! その目的とは!? ▼天下一HADO会! 激闘クライマックス!                        | 込山榛香、下尾みう、武藤十夢 行天優莉奈、向井地美音、山内瑞葵 | 大盛真歩、千葉恵里、山内瑞葵 （沖縄県・恩納村）大盛真歩、千葉恵里、山内瑞葵 （琉球放送） 大盛真歩、小栗有以、倉野尾成美、佐藤美波 （集英社） | （冠特別番組『AKB48が行く! 謎の独立行政法人』の紹介） 大盛真歩、小栗有以、田口愛佳 （天下一HADO会・チーム対抗戦） 上見天乃、大竹ひとみ、大盛真歩、行天優莉奈、倉野尾成美、田口愛佳、長友彩海、永野芹佳、永野恵、橋本陽菜、向井地美音、山内瑞葵       | [ 19 ]    |

## 放送時間
放送局
| 放送期間                 | 放送日時                                            | 放送局              | 対象地域   | 備考   |
| ------------------------ | --------------------------------------------------- | ------------------- | ---------- | ------ |
| 2022年7月13日 - 9月28日  | 毎週水曜 1:35 - 2:05（火曜深夜）                    | テレビ東京（TX）    | 関東広域圏 | 制作局 |
| 2022年9月26日 - 12月19日 | 毎週月曜（初回）2:05 - 2:35（以降不定）（日曜深夜） | テレビ北海道（TVH） | 北海道     |        |
| 2022年12月8日 -          | 毎週木曜 0:00 - 0:30（水曜深夜）                    | テレビ愛知（TVA）   | 愛知県     |        |

ネット配信
| 配信期間        | 更新日時         | 配信元                      | 備考                               |
| --------------- | ---------------- | --------------------------- | ---------------------------------- |
| 2022年7月13日 - | 放送日 17:00配信 | TVer・ネットもテレ東・GYAO! | 各回配信開始から1週間後の16:59まで |

## スタッフ
- 「ひろゆこ」デザイン：せきぐちあいみ
- カメラ：藤山耕平（#1 - 2）、伊藤憲和（#1 - 2）、佐藤力（#3 - 6）、大貫晶（#5 - 6、#4は音声）、上江洲佑弥（#11 - 12）
- 音声：水野清久（#1 - 2）、栃木光信（#1 - 2）、遠藤誠（#4）、染谷一輝（#7 - 9・12）、鈴木優季（#11 - 12）
- 編集：松村佳明、中澤仁（#3）、村本直矢（#3・5）、関竜弥（#5 - 6・10、#4は編集アシスタント）、渡辺純（#5 - 6）、石渡雄太（#6）、前田孝介（#7）、佐藤美咲（#7）、鄭敏（#7）、野澤悠太（#8）、細谷大輔（#8）、平山浩太郎（#8）、佐々木瑠華（#9）、仮野潔（#9）、ウアマンダミエ（#9）、藤森唯史（#10）、広瀬大志（#10）、木下凌希（#11）、相良将吾（#12）
- 編集アシスタント：阿部詩織、芥川陽希、亀田駿哉（阿部・芥川・亀田→#3のみ）
- MA：金城徹（#1・3・6・8 - 9・11 - 12）、内山祐希（#2）、大脇唯矢（#3）、洪智英（#4）、岸本権人（#5）、李元頡（#5）、川端千尋（#7・10）、小池ひかる（#7）
- 音効：鏑木太郎
- デスク：舘野泰子（#1のみ）
- 技術協力：ジーリンクスタジオ、JPN（#1 - 2）、D☆D FACTORY（#8のみ）
- 演出補：比留間仁亮（#5のみ）
- CAD：倉田倫直
- AD：小宮巧輝、佐々木すみれ（#1 - 10）、高野冬斗（#11 -12）
- ディレクター：土井一弘、浜英之（#1 - 2・7 - 9・12）、大塚哉太（#3）、坂田朋久（#11〈カメラ兼任〉 - 12、#10はカメラ）
- プロデューサー：神山祐人（テレビ東京）、植原孝頼（テレビジョンフィールド）、山口和也（#9 - 11はディレクター・カメラ兼任、#12はカメラ兼任）
- 総合演出・プロデューサー・カメラ[注 23]：高橋弘樹（テレビ東京）
- チーフプロデューサー：伊藤隆行・星俊一（テレビ東京、星→#10 - 12）
- 制作協力：Television Field
- 製作著作：テレビ東京